# 検校 (中国)
検校（けんぎょう、満洲語：ᠪᠠᡳ᠌ᠴᠠᠰᡳ, baicasi）は、中国歴代王朝に存在した官職。本来の意味は検査・監査のこと。または、官職名の上に付加することで代理の意をあらわす。

## 官職の変化
南北朝時代には「検校秘書」などがあったが、正式な官職ではなかった。隋と前期の唐では、「検校」は正式に拝授されたわけではないが、職権は行使できた。魏徴の検校侍中、李勣の検校洛州刺史、などである。唐の後期、「検校」の官職は散官または加官となり、職権はなくなっていた。
宋初年、検校は十九階あった：
三師(太師、太傅、太保)、三公(太尉、司徒、司空)、左僕射、右僕射、吏部尚書、兵部尚書、戸部尚書、刑部尚書、礼部尚書、工部尚書、左散騎常侍、右散騎常侍、太子賓客、国子祭酒、水部員外郎。
宋の神宗による元豊の改革ののち、「検校」の官職は、検校三公と検校三師だけが残った。
役職として検校があったのは、元朝から明初までの中書省と行中書省。それに明の六部、都察院、承宣布政使司、提刑按察使司、および地方各府の属官としてである。清では検校があるのは江蘇省の各府だけだった。
これらの検校は下級官吏で、検査文書の出入りを管理した。